# Ivano Miglioli
Ivano Miglioli (Pavullo nel Frignano, 14 agosto 1954) è un politico italiano.

## Biografia
Dal 6 giugno 1993 al 12 maggio 2001 venne eletto sindaco del comune di Pavullo nel Frignano per due mandati consecutivi.

### Elezione a deputato
Alle elezioni politiche del 2008 viene eletto deputato della XVI legislatura della Repubblica Italiana nella circoscrizione XI Emilia-Romagna per il Partito Democratico.